# Szilágyi Ákos (költő)
Szilágyi Ákos (Budapest, 1950. június 18. –) József Attila-díjas és Babérkoszorú-díjas költő, esztéta, szerkesztő, Pulitzer-emlékdíjas közíró, Oroszország-kutató, habilitált egyetemi docens.

## Életpályája
Apja Szilágyi György humorista. Egy zuglói családi házban nőtt fel a Körvasútsornál félvárosi-félfalusi körülmények között, nagycsaládban. Erről több életinterjújában is beszámolt (1956, Nagyvizit, Démusz Gábor).
1964 és 1968 között a Radnóti Miklós Gimnázium orosz tagozatán tanult, többek között El Kazovszkij, Kántor Péter, Valló Péter, Sántha László osztálytársaként.

## Munkássága
Egyetemi tanulmányait az Eötvös Loránd Tudományegyetem (ELTE) Bölcsészettudományi Karának magyar–orosz szakán fejezte be 1974-ben. Ettől kezdve 2010-ig ezen az egyetemen oktatott, kezdetben a magyar irodalomtörténeti tanszéken 19. századi magyar irodalmat, később az esztétika tanszéken művészetfilozófiai tárgyakat. A különc című bölcsészdoktori értekezését 1976-ban védte meg.
Fő kutatási területe az orosz kultúra, különös tekintettel az orosz és a szovjet avantgárd költészetre, a szovjet film történetére (Sztálin mozija) és az ortodox keresztény kultuszképre − az ikonra. A költészetben az úgynevezett hangzó (akusztikus vagy szonorikus) költészet első képviselője Magyarországon, több 1968–1969-ben készült akusztikus kompozíciója is rákerült a Vox Libri kazettasorozatában Légzőgyakorlatok kezdő haldoklóknak címen megjelent hangfelvételre, Temetés című hangversére Sólyom András készített videóklipet, a Műcsarnokban 2006-ban megrendezett második slam poetry találkozón elhangzott Csonthuszárok című akusztikus performanszából is készült klip. Hangköltészeti programját, amelyben a hagyományos szövegvers, a mágikus ráolvasás és énekmondás az avantgárd hagyománnyal kapcsolódik össze, Az elhangzott vers című esszéjében fejtette ki. A hangzó költészetben erősen kötődik az orosz kubo-futurista hagyományhoz, Velemir Hlebnyikov, Vlagyimir Majakovszkij, Alekszej Krucsonih egy-egy poémáját ő ültette át magyar nyelvre (Zangezi, Erről, Melankóka pongyolában), de gyakran használ egyszerű dalformákat is (Japán dal, Zanzibár, Kossuth Lajos Torinóban, Ez ő, ez ő, Hol a haza, Szól a kuvik már), gyerekversei többsége énekelhető (Cet ecetben, Kuszi-Muszi-Alamuszi, Kakadudalok, Kisbab és a negyven rabló), verseskötetei többnyire lemezmelléklettel jelennek meg, sok verse meghallgatható honlapján és a youtube-on. Az 1990-es években többször tartott közös fellépést barátjával, a moszkvai konceptualista művészet világhírű alakjával, Dmitrij Prigovval, akinek a budapesti Ludwig Múzeumban megrendezett „God is dead” című installációjáról tanulmányt is írt (Egy mondat installációja).
Költőként Réz Pál felfedezettje volt, aki kötetnyi verssel indította el a „Költők egymás közt” sorozatban megjelent Ne mondj le semmiről antológiában és első köteteinek (Az iskolamester zavarban van, Teremtmények) szerkesztője is volt. Az 1970-es években egymás után jelentek meg a Mozgó Világ, a Kritika, az Új Forrás folyóiratban nemzedéki vitákat provokáló írásai: Líra és antilíra (1971), Nem vagyok kritikus! (1979), Két szék közt a pad alatt (1979), Liberalizmus és demokrácia (1979), Nemzet-központú értéktudat vagy érték-központú nemzettudat (1979), A „fiatal irodalom” mint megtévesztés és hamis tudat avagy a fasírt anatómiája (1980), Az érzéki csábítás irodalma (1981), Az anyanyelv soknyelvűsége (1983).
Weöres Sándor Egybegyűjtött írások címmel megjelent költészetéről 1975-ben a Kritika folyóiratban megjelent éles hangú irodalmi pamfletje irodalmi botrányt kavart. Ezzel az írással − mint a botrányra visszaemlékezve később maga írta – „irodalmi sorsot idézett magára” (Weöresről újra meg újra).
1980 végén választotta meg a Fiatal Írók József Attila Körének közgyűlése titkos szavazással a Kör titkárának, nevéhez fűződik a Kör autonómiatörekvése, amelyet a Kör betiltásával (felfüggesztésével) próbált a pártállam megfékezni, de amely végül a fiatal írók győzelmével, a szervezet viszonylagos autonómiájának elismerésével és egy általuk szerkesztett, a Magvető Könyvkiadónál megjelenő könyvsorozat (JAK-füzetek) elindításával ért véget. Egyik kezdeményezője volt a LAP című JAK-os keretfolyóirat elindításának és egyik alapító tagja az Örley Irodalmi Társaságnak. A rendszerváltozás után − a Magyar Írók Szövetségének átalakítására irányuló reformkísérletek kudarcát követően − sokakkal együtt a kivonulást választotta az írószövetségből, és részt vett a Szépírók Társasága megalapításában, amelynek 1997 és 1999 között első elnöke volt.
Több folyóirat-alapítás kezdeményezője: alapító szerkesztője volt az egyetemi Jelenlét (1971–1975) és Medvetánc (1981–1984), a posztavangárd Új Hölgyfutár (1987–1989) és a rendszerváltás idején indult 2000 (1989−) irodalmi és társadalmi havi lapnak. 1983 és 1986 között a Filmvilág folyóirat magyar rovatának szerkesztője. 1994-től a moszkvai Filmkultúra Kutatás Eizenstein Központja és a Kinovedcseszkije Zapiszki filmelméleti folyóirat nemzetközi tanácsadó testületének tagja.
1979-ben író és képzőművész barátaival (Bernáth(y) Sándor, El Kazovszkij, Györe Balázs, Kemenczky Judit, Kőbányai János, Temesi Ferenc, Szkárosi Endre) megalapították a Fölöspéldány irodalmi és művészeti csoportot (A fölöspéldány szomorúsága), amely kezdetben a Beatrice punkegyüttessel lépett fel a korabeli „csöves” és értelmiségi szubkultúra színterein (leghíresebb közös fellépésük a budaörsi Jókai Művelődési Központban 1979. augusztus 12-én megtartott performansz volt).

A Szép versek 2003-ban megjelent portréja (Déri Miklós felvétele)

1990 óta a Pénzügykutató Részvénytársaság Korridor Politikai Kutatások Központja munkacsoportjának tagja és kiadványaik társszerzője. Politikai tárgyú elméleti tanulmányai folyóiratokban, közéleti írásai főleg a Népszabadság Kentaur rovatában és az Élet és Irodalomban jelentek meg.
1996 és 1998 között a Magyar Könyv Alapítvány kuratóriumának elnöke. 2001–2006 között a Palládium Irodalmi Alapítvány elnöke. 2011–2015 között az Artisjus vezetőségében az irodalmi tagozatot képviselte.
1985-ben jelent meg első tanulmánykötete, a Nem vagyok kritikus!, amelyben a Weöres Sándor költészetéről és az ornamentális szóművészet kérdésköréről írott kismonográfiája is olvasható.
1987-ben előbb franciául, majd a Medvetánc-füzetekben magyarul is megjelent Kovács András Bálinttal közösen írt Tarkovszkij-könyvük (a könyvet 1997-ben jelentősen átdolgozott és kibővített változatban a Helikon Kiadó adta ki). A könyv azóta is a nemzetközi Tarkovszkij-szakirodalom egyik leggyakrabban hivatkozott műve.
Szerkesztője és lektora volt a 2000 folyóirat és az Osiris Kiadó közös vállalkozásában elindított orosz eszmetörténeti könyvsorozatnak (Idea Russica), amelyben többek között Bergyajev, Szolovjov művei is megjelentek. Egyik szerkesztője az 1992-ben az Akadémiai Kiadónál megjelent Oroszország és a Szovjetunió képes történeti kronológiája: 1900–1991 című kézikönyvnek. 1999-ben jelent meg Oroszország elrablása című monográfiája, amely a Szovjetunió felbomlását és az azt követő évtized politikai eseménytörténetét kultúra- és civilizációelméleti összefüggésben mutatja be és értelmezi, s amelyet ugyanennek a tárgykörnek monografikus igényű képelméleti feldolgozása követett 2000-ben. A Borisz sztár és a sztárevicsek című könyv utóbb német és szlovák nyelven is megjelent.
2015-ben indította el saját honlapját, amelynek programját tömören így foglalta össze: „Mindent egy lapra tenni fel”. Azóta e program jegyében számtalan tanulmányt, verset, gyerekverset, verseskötetet, hangzó anyagot, interjút, teljes könyveket töltött fel az oldalra. El Kazovszkij emlékműve című legújabb verseskötete a képzőművészbarát Nemzeti Galériában megrendezett A túlélő árnyéka című élet/mű-kiállítására jelent meg 2015-ben a Kalligram Kiadónál.

## Tanulmánykötetek, esszék
- Nem vagyok kritikus! Magvető, 1984
- Tarkovszkij − az orosz film Sztalkere. (Társszerző: Kovács András Bálint) Medvetánc Füzetek, 1985
- Les mondes d’Andrei Tarkovski. (Társszerző: Kovács András Bálint) Lausanne, 1987. L’Age d’Homme
- Ezerkilencszáznyolcvannégyen innen és túl (A negatív utópiák társadalomképe), 1988. Magvető Kiadó
- Hamu és mamu (Az orosz irodalmi avantgárd 1917 előtt és után) 1989. Holnap Kiadó
- A vágy titoktalan tárgya, 1992. Liget Kiadó[16]
- A tények és a lények, 1995. Liget Kiadó
- Tetem és tabu. Egy viccbalzsamozó vallomásai; Kijárat, Bp., 1996 (Teve könyvek)
- Kovács András Bálint–Szilágyi Ákos: Tarkovszkij, az orosz film Sztalkere; Helikon, Bp., 1997 (Helikon universitas. Filmművészet)
- Star Boris und die Starewitschi, Helikon, 1999
- Stár Boris a Stárovici, Kalligram, 1999
- Oroszország elrablása. A szovjettelen unió története; Helikon, Bp., 1999 (Helikon universitas. Történelem)
- Borisz sztár és a sztárevicsek. Raszputyintól Putyinig; Helikon, Bp., 2000
- A szépfejedelem. Bevezetés a széppolitikába; Palatinus, Bp., 2001
- Halálbarokk. A semmi polgárosítása; Palatinus, Bp., 2007
- A kékek és a zöldek. Hideg polgárháború Magyarországon; Palatinus, Bp., 2010[17]
- A populista. A politikai varázsmese morfológiája; Élet és Irodalom, Bp., 2010[18]
- Túlirányított demokrácia. Oroszlecke; Kalligram, Pozsony, 2011
- A szuverenitás fantomja avagy A képzelt hely; Kalligram, Pozsony, 2012

## Verseskötetek
- Az iskolamester zavarban van, Szépirodalmi, 1976
- Teremtmények, Szépirodalmi, 1979
- Fej és tudat; ill. El Kazovszkij; Magvető, Bp., 1990
- Gyönyörök kertje, Holnap Kiadó, 1991
- Légzőgyakorlat kezdő haldoklók számára [hangkazetta] Vox Libri, 5. 1994[19]
- Szittya-szótyár. Írott és hangzó változat; Az'Art BT, Bp., 1999 (2000 könyvek) + CD[19]
- Török imaszőnyeg. Egybegyűjtött versek, 1968-2001; Palatinus, Bp., 2003
- Cet ecetben. Versek felnőtt és fel nem nőtt gyerekeknek; Palatinus, Bp., 2003 + CD
- Kuszi-Muszi-Alamuszi – Énekek a Holdbéli Nyúlról, Palatinus, 2004
- Két szép szék kell (CD-mellékelettel), Palatinus 2005
- Kakadudalok (CD-mellékelettel), Palatinus, 2006
- Franci – Poéma hőssel, Palatinus, 2007
- Kisbab és a negyven rabló (CD-mellékelettel), Palatinus, 2008
- Tegyük fel (CD-mellékelettel), Palatinus, 2008
- Szokatlan ügy, Palatinus, 2012
- Baglyok könyve, Kalligram, 2013
- Ká és Bá. El Kazovszkij emlékműve, Kalligram, 2015
- Posztpetőfi Sándor: Bábuk ura. Összes barguzini versek és magyarnóták. Szilágyi Ákos gyűjtése; Noran Libro, Bp., 2017
- Elvégre. Naplóversek, 2017–2023; Múlt és Jövő, Bp., 2024
- Posztpetőfi Sándor: Szibériai borbély. Szatírjáték; közread. Szilágyi Ákos; Q.E.D., Bp., 2024

## Műfordítások
- Vlagyimir Majakovszkij: Erről. Neki és magamnak; ford., utószó, jegyz. Szilágyi Ákos; Helikon, Bp., 1984
- Velemir Hlebnyikov: Zangezi; tan. Jurij Tinyanov, ford., jegyz. Szilágyi Ákos; Helikon, Bp., 1986 (Helikon stúdió)

## Könyvfejezetek
- Vázlat a groteszkről, In: Add tovább! antológia, Kozmosz, 1976
- Líra és antilíra, In: Add tovább! antológia, Kozmosz, 1976
- Orosz alvilág a Szovjetunióban − A „blatnoj” természetrajzához. In: Kovács Ákos − Sztrés Erzsébet: Tetovált Sztálin, Szeged, 1989
- Paradicsomi realizmus. Totalitárius államművészet a XX. században. In: A művészet katonái, Corvina, 1992
- Ezredvégi birodalom avagy a posztimperiális világrend, In: A századvég szellemi körképe, Jelenkor Kiadó, 1995
- Mit ér a szuverenitás, ha orosz? In: A szuverenitás káprázata, Korridor Könyvek, 1996
- A kelet-európai szökőállam, In: És mi lesz, ha nem lesz? Korridor Könyvek, Helikon Kiadó, 1998
- KKK avagy Oroszország elrablása, In: Irások a korrupcióról, Helikon-Korridor, 1998
- Civilizációk civilizálódása, In: A kérdéses civilizáció, Helikon-Korridor, 2000
- A képzelt hely, In: Magyarországi Egyesült Államok? Helikon-Korridor, 2001
- Számbeszéd, In: A Gulag – a szovjet táborrendszer története, Pannonica Kiadó, 2001. 162-191. l.
- Totális kampány, In: Hol a Határ? Kampánystartégiák és kampányetika, Élet és irodalom, 2002
- Állam és birodalom In: Nem élhetek birodalom nélkül, Helikon-Korridor, 2002
- Két globalizáció Magyarországon In: A zárva várt Nyugat – Kulturális globalizáció Magyarországon, 2000-Sík Kiadó, Budapest, 2002
- A háború privatizálása In: A képtelen háború, Helikon-Korridor, 2004
- Die historische Erbsünde – Auschwitz als "idealer Ausgangspunkt" in den Romanen von Imre Kertész, In: Der Lange, Dunkle Schatten – Studien zum Werk von Imre Kertész, Passagen Verlag, 2004
- Egyet mondok – kettő lesz belőle. A politikai közösség kampánytribalizálása, In: Két Magyarország? Osiris – Korridor, 2005. 199-249. l.
- Pavel Alekszandrovics Florenszkij élete és munkái (Utószó), In: Pavel Florenszkij: Az ikonosztáz, Typotex, 2005
- Misztyik razuma (előszó József Attila verseinek új orosz kiadásához) In: Attila Jozsef: Na vetke pusztoti, Sztyihi, piszma, dokumenti, Tri Kvadrata, Moszkva, 2005
- Szent tárgy – Az infantilis és a gyermeki, In: Amihez mindenki ért…Kultúratudományi tanulmányok, L’Harmattan Kiadó, 2006
- Hlebnyikov – glazami vengrov, In: XX vek. Russzkaja lityeratura glazami vengrov, vengerszkaja lityeratura glazami russzkih. Moszkva, 2007
- Válság és interregnum, In: Merre tovább, Magyarország? Palatinus, 2008
- Az ikon eseménye, In: Az ikontól az installációig. Pannonhalmi Főapátság, 2008
- A kendőzetlen igazság képe. In: Örök képmás, Jószöveg Műhely Kiadó, 2011[20]
- A demokrácia konszolidálhatatlansága. In: A konszolidációról, Kalligram, 2012
- A szerző feltámasztása. Kórus és incognito: Bahtyin és Kierkegaard. 109-156.l. In: Søren Kierkegaard 1813−2013[21]

## Szerkesztett művek
- Befejezetlen forradalom, Szabad Tér Kiadó, 1987
- Tovább!...Tovább!..Tovább!, Szabad Tér Kiadó, 1988
- A Negyedik Oroszország, Szabad Tér Kiadó, 1989
- Oroszország és a Szovjetunió XX. századi képes történeti kronológiája, 1900–1991; szerk. Krausz Tamás, Szilágyi Ákos, szerk. közrem. Sz. Bíró Zoltán; Akadémiai, Bp., 1992

## Díjai, elismerései
- Aszu-díj (1980)
- József Attila-díj (1986)
- Áprily Lajos-díj (1986)
- A Magyar Köztársasági Érdemrend lovagkeresztje (2002)
- Üveggolyó-díj
- Magyarország Babérkoszorúja díj (2006)
- Alföld-díj (2008)
- Joseph Pulitzer-emlékdíj (2009)
- Szabad Sajtó-díj (2012)
- Lukács György-díj (2017)
- Artisjus Irodalmi Nagydíj (2025)

## Versek, dalok, klipek
- Csonthuszárok (a Műcsarnokban budapest slam 2 – szolidaritasrol – szilagyi akos)
- Temetés (Rendező: Sólyom András)
- Demokratikus Együttműködési Nyilatkozat: Varjúk károgása
- Szittya pintyek köszöntyője Alkalmi vers. Kovács Zoltán köszöntése
- Baglyok könyve (politikai madármesék hangzó változata)
- Az én babám (magyar nóta)
- Mese a pénzről
- Song

## Rövidebb írások, tanulmányok
- A politika teatralizálása
- A politika aszkétái
- Sportvallás
- A Turul Evangeliuma
- Magyar torony
- Übü az akadémián
- A nyúl filozófiája

## Konferenciaszereplések, könyvbemutatók, beszélgetések
- Szilágyi Ákossal beszélget Rangos Katalin a "Szabad sávban"[halott link]
- Auschwitz a Hely − előadás a Nádas-konferencián 2012 12 05
- Szabadság fantomja című könyv bemutatója az Írók Boltjában Jávor Benedekkel
- A konszolidációról című tanulmánykötet bemutatója az Írók Boltjában 2012. május 10. Bemutatja: Spiró György. (Szerzők: Gombár Csaba, Hankiss Elemér, Kende Péter, Lengyel László, Nova Eszter, Standeisky Éva és Szilágyi Ákos
- Ikonosztáz és angyaltan avagy az ikon − az ortodox vallási kultuszkép − problematikája. „Hajóvonták” beszélgetés-sorozata keretében előadás a Nyitott Műhelyben 2003. december 13-án (első rész) A beszélgetéseket szervezte és vezette (1989-2007): Vajda Péter
- El Kazovszkij Látáscsapda kötet bemutatója a Fugában. Meghallgatható a rádió archívumának hangtárában
- Beszélgetés Szénási Sándorral a Klub Rádióban 2013. január 4-én.
- Utak és démonok. Hankiss Elemér kérdez. Szilágyi Ákos, Romsics Ignác, Lengyel László, Kende Péter, Csányi Vilmos, Gombár Csaba, Várhegyi Éva, Standeisky Éva, Nova Eszter, Hankiss Elemér válaszol; szerk. Standeisky Éva; Kossuth, Bp., 2016

## Külső hivatkozások
- Honlapja